# Kojgorodskij rajon
Il Kojgorodskij rajon è un rajon (distretto) della Repubblica dei Komi, nella Russia settentrionale. Il capoluogo è il villaggio di Kojgorodok.